# A Global Threat
A Global Threat amerikai hardcore punk együttes volt Maine-ből.

## Története
1997-ben alakult a Maine állambeli Bangor-ban, 1998-ban áttették a székhelyüket Bostonba. Eredeti tagjai Bryan Lothian, Brett Threat, Westie és Tubby Tim voltak. A Global Threat első kiadványa egy 1997-es EP volt. Ezután Mike Graves és Petrov Curtis csatlakoztak a zenekarhoz, és ekkor elkezdtek koncertezni Bostonban és New Yorkban. Ebben az időszakban csatlakozott a Global Threat-hez Mark Civitarese a The Unseen-ből. Az együttes négy EP-t, négy nagylemezt, négy split albumot és egy videoklipet jelentetett meg. A Global Threat 2007-ben feloszlott, de 2013-ban és 2016-ban
újból összeállt koncertezés céljából.

## Tagok
A zenekar sűrű tagcserékkel rendelkezett, egyedül az énekes, Bryan Lothian volt az egyetlen olyan tag, aki a kezdettől fogva képviselte az együttest.
- Bryan Lothian - ének, gitár (1997-2007)
- Tubby Tim - dob (1997-1998)
- Westie - gitár, dob (1997-1998)
- Brett Threat - basszusgitár (1997-1999)
- Mike Graves - dob (1998-2007)
- Pete Curtis - gitár, basszusgitár (1998-2006)
- Mark Civitarese - ének (1998-1999)
- Gabe Crate - basszusgitár (1999-2000)
- Jonny Thayer - gitár, basszusgitár (1999)
- John Curran - basszusgitár (2001-2007)

## Diszkográfia
- What the Fuck Will Change? (1999)
- Until We Die (2000)
- Here We Are (2002)
- Where the Sun Never Sets (2006)

## Egyéb kiadványok
EP-k
- The Kids Will Revolt (1997)
- What the Fuck Will Change? (1998)
- In the Red (2000)
- Earache / Pass the Time (2003)

Split lemezek
- A Global Threat / Broken (1999)
- A Global Threat / The End (1999)
- A Global Threat / Toxic Narcotic (2001)
- A Global Threat / General Strike (2007)

Videoklipek
- Cut-Ups (2006)